# Matsudaira Ietada (Katahara)
Pour les articles homonymes, voir Matsudaira Ietada.
Matsudaira Ietada (Katahara) est un nom japonais traditionnel ; le nom de famille (ou le nom d'école), Matsudaira, précède donc le prénom (ou le nom d'artiste).
Matsudaira Ietada (松平 家忠, 1547-11 novembre 1582) est un samouraï de l'époque Sengoku de l'histoire du Japon et 5e daimyo de la branche Katahara du clan Matsudaira basé au château de Katahara dans la province de Mikawa (les ruines du château se trouvent dans la ville moderne de Gamagōri). Ietada est aussi connu sous le nom « Matsudaira Matashichiro » et a pour surnom Kii no kami, ou le « défenseur de Kii » (紀伊守).

## Biographie
Matsudaira Ietada est le fils du 4e daimyo, Matsudaira Iehiro (mort en 1571) et de dame Osai, fille de Mizuno Tadamasa. Dame Osai est la sœur de dame Odai, mère de Tokugawa Ieyasu, de telle sorte que celui-ci et Ietada sont cousins. Ietada succède à son père pour devenir le 5e chef de la branche Katahara du clan Matsudaira.
Ietada épouse une fille de Sakai Masachika. Son fils, Matsudaira Ienobu (1565-1638), 6e tête du clan Katahara-Matsudaira, lui succède.

## Source de la traduction
- (en) Cet article est partiellement ou en totalité issu de l’article de Wikipédia en anglais intitulé « Matsudaira Ietada (Katahara) » (voir la liste des auteurs).